# Змішана команда на літніх Олімпійських іграх 1900
Ранні Олімпійські ігри дозволяли, щоб учасники в одній команді були з різних країн. Міжнародний олімпійський комітет (МОК) зараз об'єднує їхні результати під позначенням «змішана команда». До 2024 року МОК використовував код ZZX, а з 2024 року — код XXB для позначення змішаних команд. Під час Літніх Олімпійських ігор 1900 року кілька команд, до складу яких входили міжнародні учасники, здобули шість медалей. До 2024 року МОК зараховував до змішаних команд ще 13 медалей, однак з 2024 року ці медалі були перерозподілені на користь відповідних країн (вони виділені курсивом).

## Медалісти

### Золото
|   | |                                                 |
| № | Спортсмени | Вид спорту (дисципліна)                         |
| 1 | Август Нільсон, Густаф Седерстрем, Карл Штааф, Едгар Ебю, Ойген Шмідт, Чарльз Вінклер | Перетягування канату (чоловіки)                 |
| 2 | Чарльз Беннетт, Джон Ріммер, Сідні Робінсон, Стен Роулі, Альфред Тайсоу | Легка атлетика (5000 метрів)                    |
| 3 | Денніс Сент-Джордж Дейлі, Фоксголл Паркер Кін, Френк Маккі, Альфред Роулінсон, Джон Бересфорд | Поло (чоловіки)                                 |
| 4 | Франсуа Брандт, Рулоф Клейн, Германус Брокманн, невідомий французький хлопчик | Вітрильний спорт (розпашні двійки зі стерновим) |
| 5 | А. Альберт, Жан Колля, Шарль Гондуан, Владімір Аітофф, Леон Бінош, Жан Гай Готьє, Огюст Жіру, Константін Енрікез, Жан Ерве, Віктор Ляршанде, Юбер Лефевр, Жозеф Олів'є, Александр Фарамон, Франц Рейшель, Андре Рішман, Андре Рузвельт, Еміль Саррад | Регбі (чоловіки)                                |
| 6 | Фредерік Бланші, Вільям Іксшоу, Жак Ле Лавассьє | Вітрильний спорт (2—3 тонни 1-й заплив)         |
| 7 | Фредерік Бланші, Вільям Іксшоу, Жак Ле Лавассьє | Вітрильний спорт (2—3 тонни 2-й заплив)         |
| 8 | Томас Ко, Роберт Кроушо, Вільям Генрі, Джон Артур Джарвіс, Пітер Кемп, Віктор Ліндберг, Фредерік Стейплтон | Водне поло (чоловіки)                           |

### Срібло
|   | |                                 |
| № | Спортсмени | Вид спорту (дисципліна)         |
| 1 | Макс Декюжі, Бейзіл Сполдінг де Гармендія | Теніс (чоловічий парний)        |
| 2 | Івонн Прево, Гарольд Магоні | Теніс (змішаний парний)         |
| 3 | Філіп Томалін, Вільям Андерсон, Вільям Аттрілл, Джон Брейд, В. Браунінг, Роберт Горн, Тімоте Жордан, Артур Макевой, Дуглас Робінсон, Г. Ф. Рок, Альфред Шнайдо, Генрі Террі | Крикет (чоловіки)               |
| 4 | Волтер МакКрірі, Фредерік Фрік, Волтер Бакмастер, Жан де Мадр | Поло (чоловіки)                 |
| 5 | Роже Бассе, Жан Колля, Шарль Гондуан, Жозеф Роффо, Еміль Саррад, Франсіско Енрікес де Субірія                                                                               | Перетягування канату (чоловіки) |

### Бронза
|   | |                         |
| № | Спортсмени | Вид спорту (дисципліна) |
| 1 | Мануель де Ескандон, Пабло де Ескандон, Еустакіу де Ескандон | Поло (чоловіки)         |
| 2 | Гедвіга Розенбаум, Арчібальд Ворден | Теніс (змішаний парний) |
| 3 | Лоренс Догерті, Маріон Джонс-Фарквар | Теніс (змішаний парний) |
| 4 | Маріус Делбек, Гендрік ван Гейкелем, Рауль Келеком, Марсель Лебутт, Люсьєн Лондо, Ернест Моро де Мелен, Ежен Нефс, Густав Пелґрімс, Альфонс Реньє,Ілер Спанохе, Ерік Торнтон | Футбол (чоловіки)       |
| 5 | Фредерік Егню Ґілл, Робер Фурньє-Сарловез, Едуар Альфонс де Ротшильд, Моріс Рауль-Дюваль                                                                                     | Поло (чоловіки)         |
| 6 | Білл Берджесс, Жюль Клевно, Альфонс Декейпер, Луї Лофре, Анрі Песльє, Поль Вассер, Огюст Плуа                                                                                | Водне поло (чоловіки)   |

## Результати змагань

### Перетягування канату
| Спортсмени | Фінал                | Місце |
| Спортсмени | Суперник Результат   | Місце |
| --- | -------------------- | ----- |
| Едгар Ебю (DEN) Ойген Шмідт (DEN) Чарльз Вінклер (DEN) Август Нільсон (SWE) Густаф Седерстрем (SWE) Карл Штааф (SWE) | Франція перемога 2–0 | 1     |

### Поло
Склад команди
- США (USA) Гільєрмо Райт(інші мови)
- Мексика (MEX) Мануель де Ескандон
- Мексика (MEX) Пабло де Ескандон
- Мексика (MEX) Еустакіу де Ескандон

Змагання
| Змагання | Чвертьфінал        | Півфінал                          | Фінал              | Місце |
| Змагання | Суперник Результат | Суперник Результат                | Суперник Результат | Місце |
| -------- | ------------------ | --------------------------------- | ------------------ | ----- |
| Чоловіки |                    | BLO Polo Club Rugby програли; 0-8 | не пройшли         | 3     |

### Теніс
| Змагання        | Спортсмени                                           | Перший раунд       | Чвертьфінал                                                            | Півфінал                                                         | Фінал                                                                | Місце |
| Змагання        | Спортсмени                                           | Суперник Результат | Суперник Результат                                                     | Суперник Результат                                               | Суперник Результат                                                   | Місце |
| --------------- | ---------------------------------------------------- | ------------------ | ---------------------------------------------------------------------- | ---------------------------------------------------------------- | -------------------------------------------------------------------- | ----- |
| Змішаний парний | Макс Декюжі (FRA) Бейзіл Сполдінг де Гармендія (USA) |                    | Чарлз Сендс (USA) Арчібальд Ворден (GBR) перемога; 6-3; 7-5            | Ґі де ла Шапель (FRA) Андре Прево (FRA) перемога; 6-2; 6-4       | Лоренс Догерті (GBR) Реджинальд Догерті (GBR) поразка; 1-6; 1-6; 0-6 | 2     |
| Змішаний парний | Івонн Прево (FRA) Гарольд Магоні (GBR)               |                    |                                                                        | Гедвіга Розенбаум (BOH) Арчібальд Ворден (GBR) перемога 6-3; 6-0 | Реджинальд Догерті (GBR) Шарлотта Купер (GBR) поразка; 2-6; 4-6      | 2     |
| Змішаний парний | Гедвіга Розенбаум (BOH) Арчібальд Ворден (GBR)       |                    | Кеті Жійу (FRA) П'єр Верде-Деліль (FRA) перемога; 6-3, 3-6, 6-2        | Івонн Прево (FRA) Гарольд Магоні (GBR) поразка; 3-6, 0-6         | не пройшли                                                           | 3     |
| Змішаний парний | Лоренс Догерті (GBR) Маріон Джонс-Фарквар (USA)      |                    | Чарлз Сендс (USA) Джорджина Джонс (USA) перемога; 6-1; 7-5             | Реджинальд Догерті (GBR) Шарлотта Купер (GBR) поразка; 2-6; 4-6  | не пройшли                                                           | 3     |
| Змішаний парний | Чарлз Сендс (USA) Арчібальд Ворден (GBR)             |                    | Макс Декюжі (FRA) Бейзіл Сполдінг де Гармендія (USA) поразка; 3-6; 5-7 | не пройшли                                                       | не пройшли                                                           | 5     |